# Supercupa Europei 2005
Supercupa Europei 2005 a fost un meci de fotbal între Liverpool și ȚSKA Moscova.

## Detalii
| Liverpool                   | 3 – 1 (a.e.t.) | ȚSKA Moscova |
| --------------------------- | -------------- | ------------ |
| Cissé 82', 103' García 109' | Cronică        | Carvalho 28' |

| Liverpool | ȚSKA Moscova |

| LIVERPOOL:     |    |                         |     |     |
|                |    |                         |     |     |
| GK             | 25 | José Manuel Reina       |     |     |
| RB             | 17 | Josemi                  | 50' |     |
| CB             | 23 | Jamie Carragher (c)     |     |     |
| CB             | 4  | Sami Hyypiä             | 73' |     |
| LB             | 6  | John Arne Riise         |     | 79' |
| DM             | 16 | Dietmar Hamann          |     |     |
| RM             | 3  | Steve Finnan            |     | 55' |
| CM             | 14 | Xabi Alonso             |     | 70' |
| LM             | 30 | Boudewijn Zenden        | 38' |     |
| SS             | 10 | Luis García             |     |     |
| CF             | 19 | Fernando Morientes      |     |     |
| Rezerve:       |    |                         |     |     |
| GK             | 20 | Scott Carson            |     |     |
| DF             | 28 | Stephen Warnock         |     |     |
| MF             | 22 | Mohamed Sissoko         |     | 70' |
| FW             | 9  | Djibril Cissé           |     | 79' |
| FW             | 24 | Florent Sinama-Pongolle | 95' | 55' |
| Antrenor:      |    |                         |     |     |
| Rafael Benítez |    |                         |     |     |

| ȚSKA MOSCOVA:  |    |                        |      |     |
|                |    |                        |      |     |
| GK             | 35 | Igor Akinfeev          |      |     |
| RB             | 15 | Chidi Odiah            |      | 90' |
| CB             | 4  | Sergei Ignashevich (c) |      |     |
| CB             | 24 | Vasili Berezutski      |      |     |
| LB             | 6  | Aleksei Berezutski     |      |     |
| DM             | 22 | Evgeni Aldonin         |      |     |
| RM             | 17 | Miloš Krasić           |      | 85' |
| CM             | 25 | Elvir Rahimić          |      |     |
| LM             | 18 | Yuri Zhirkov           |      | 66' |
| AM             | 7  | Daniel Carvalho        |      |     |
| CF             | 11 | Vágner Love            |      |     |
| Rezerve:       |    |                        |      |     |
| GK             | 1  | Veniamin Mandrykin     |      |     |
| MF             | 2  | Deividas Šemberas      |      | 66' |
| MF             | 8  | Rolan Gusev            |      | 90' |
| MF             | 10 | Dudu Cearense          | 101' | 85' |
| FW             | 13 | Sergei Samodin         |      |     |
| Antrenor:      |    |                        |      |     |
| Valery Gazzaev |    |                        |      |     |

| Omul meciului: Djibril Cissé (Liverpool) Arbitrii asistenți: Adriaan Inia Rob Meenhuis Fourth official: Eric Braamhaar |

| Supercupa Europa 2005      |
| -------------------------- |
| Anglia                     |
| Liverpool Al treilea titlu |